# 宮將軍
宮將軍，又稱皇族將軍，親王將軍、鎌倉宮家，是鎌倉時代征夷大將軍由親王出任的術語，先後由宗尊親王、惟康親王、久明親王、守邦親王四人出任。日本南北朝時亦有由親王，如：護良親王、成良親王出任宫將軍。
源實朝被殺後源氏血脈斷絕，北條氏為保持實權而擁立形式上的將軍，但自藤原頼嗣継承将軍職後欲恢復大權後，被北條家執權流配，1252年北条時賴向後嵯峨天皇奏請欲迎一皇室血缘的將軍，之後後嵯峨天皇庶長子宗尊親王被迎入鎌倉。
這些將軍多數10歳前就任，實權仍保持在北條氏，大多數二十歲就辭職回京都。最後將軍守邦親王在鐮倉出家。
第二代將軍曾被臣籍降下，賜源姓，稱源惟康，但辭職後回復皇族身分。